# Batrachium mongolicum
Batrachium mongolicum là một loài thực vật có hoa trong họ Mao lương. Loài này được Serg. mô tả khoa học đầu tiên.

## Hình ảnh

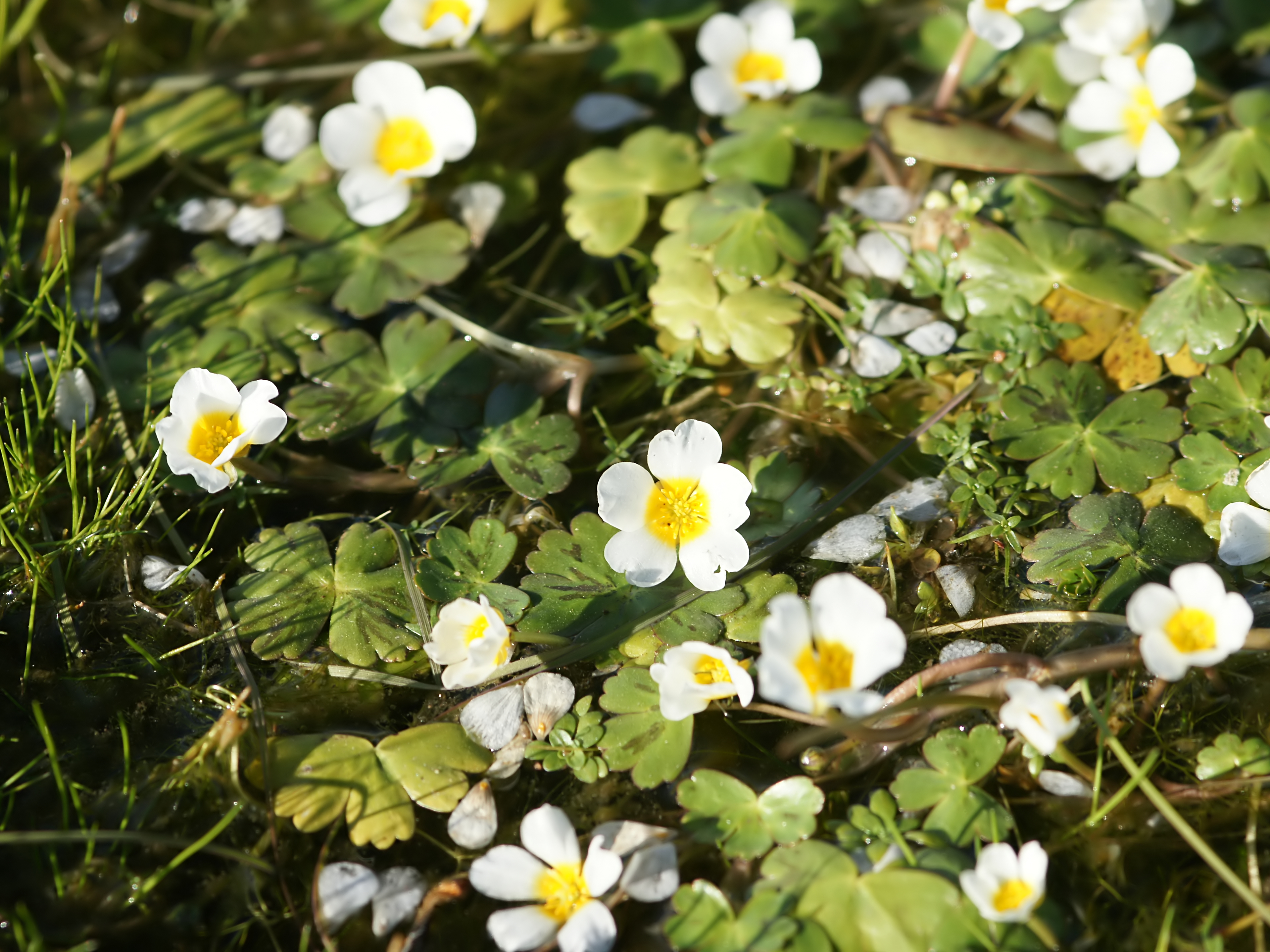
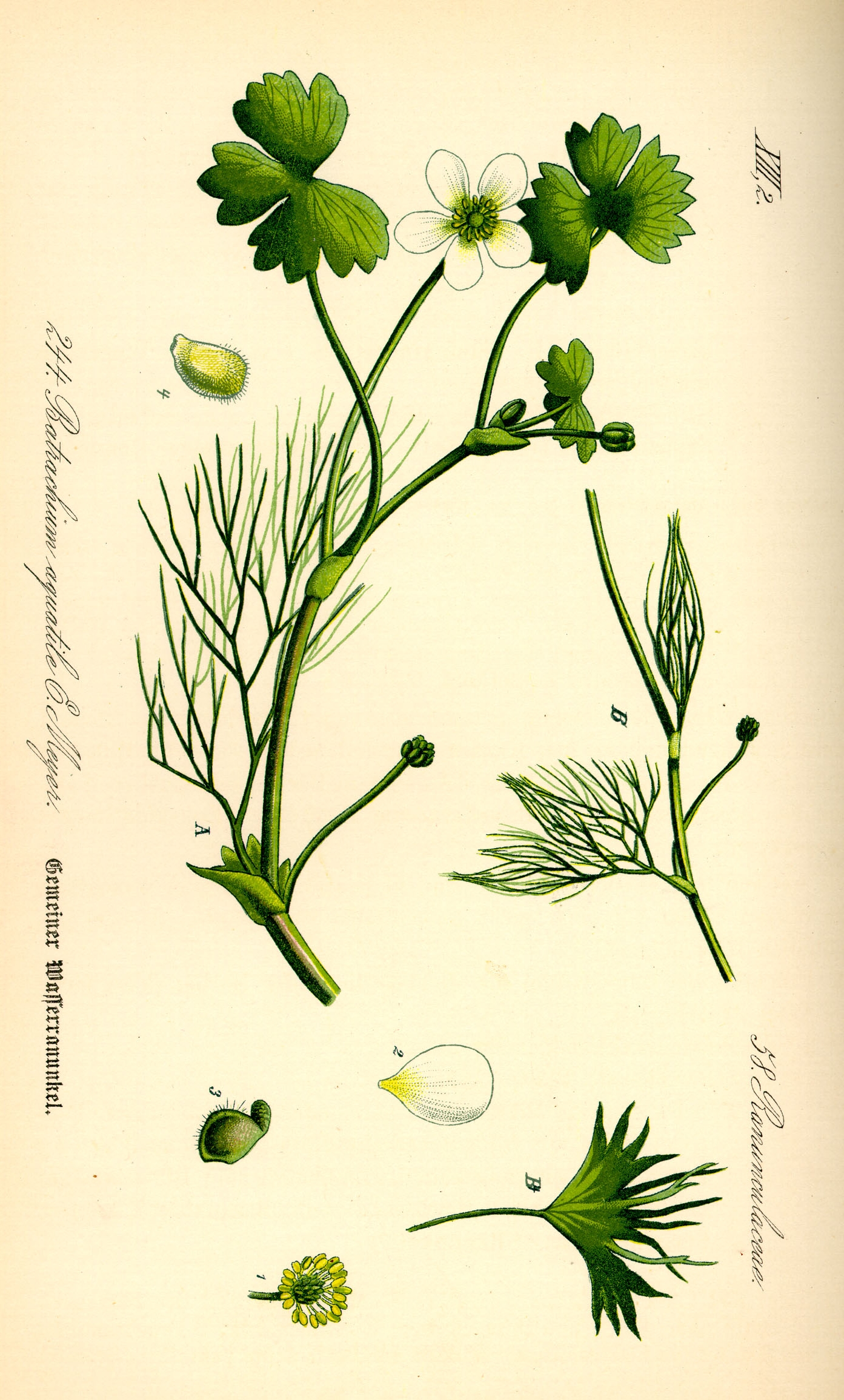
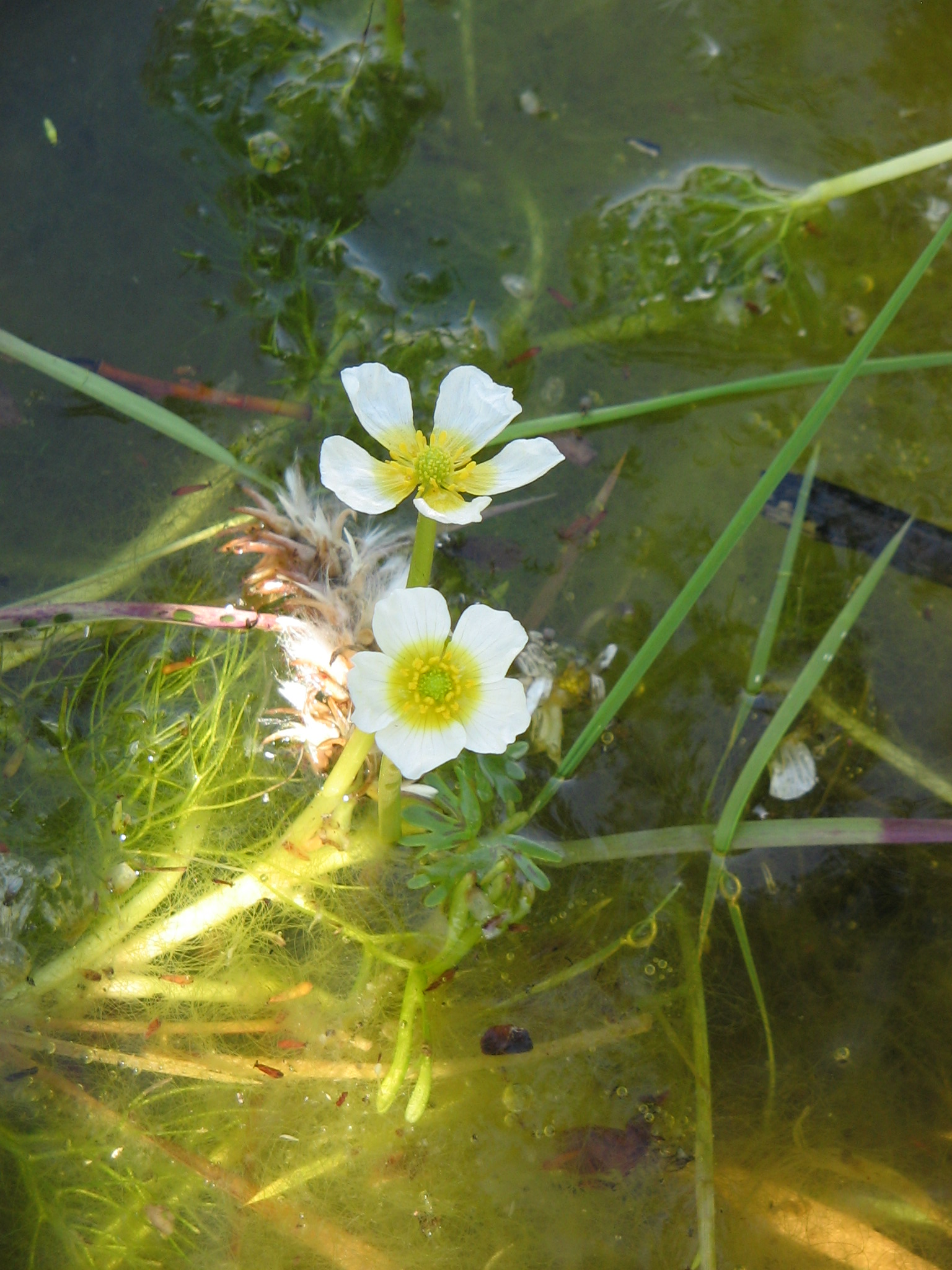